# Raadskamer in het stadhuis van Amsterdam
Raadskamer in het stadhuis van Amsterdam is een schilderij gemaakt door Pieter de Hooch in de jaren 1663-1665, toen hij in Amsterdam woonde. Het is nu onderdeel van de collectie van Museo Thyssen-Bornemisza in Madrid.
Het schilderij toont een aantal wandelaars in het stadhuis van Amsterdam (nu het Paleis op de Dam). Achter het gordijn is het onderstaande schilderij van Ferdinand Bol te zien, dat in de burgemeesterszaal hangt:

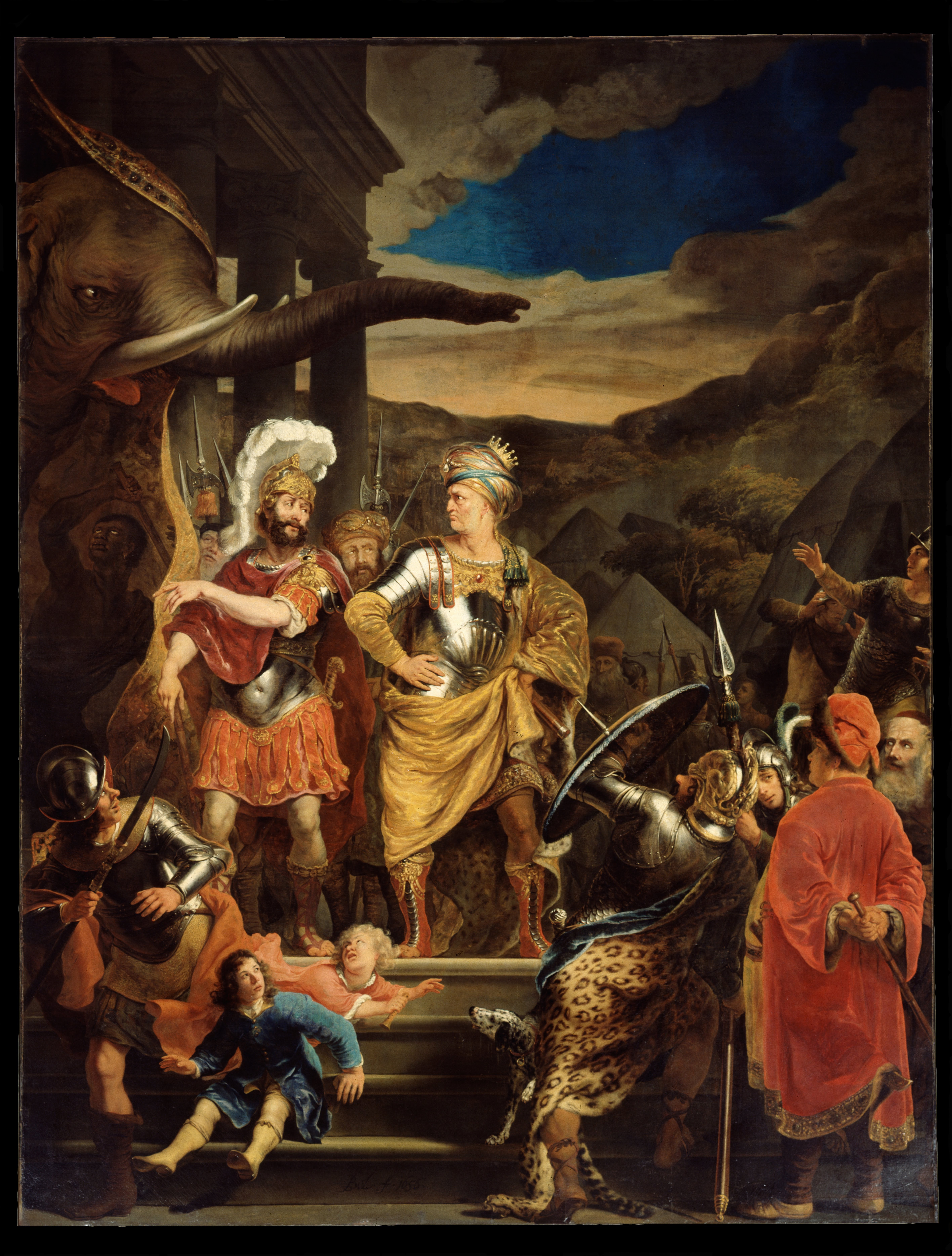
Fabritius en Pyrrhus